# 汪大伟
汪大伟（1954年—），男，安徽歙县人，上海大学上海美术学院教授、博士生导师、执行院长。

## 生平
汪大伟1982年毕业于浙江美术学院（现中国美术学院），中国画专业，同年进入上海大学美术学院任教，历任中国画系副主任、主任，副院长。